# فرودگاه شهرستان گریت
فرودگاه شهرستان گریت (به انگلیسی: Garrett County Airport) یک فرودگاه همگانی است که یک باند فرود آسفالت دارد و طول باند آن ۱۵۲۴ متر است. این فرودگاه در کشور ایالات متحده آمریکا قرار دارد و در ارتفاع ۸۹۴ متری از سطح دریا واقع شده‌است.